# Margherita Rita
Monster House, conocida en Hispanoamérica como Monster House: La casa de los sustos, es una película de terror infantil creada con animación por computadora de 2006, estrenada el 1 de septiembre de 2006, contando con la producción de Steven Spielberg bajo su productora Amblin Entertainment. Los personajes de la película están animados principalmente por captura de movimiento, gracias a la empresa ImageMovers, siendo la segunda película en utilizar esta tecnología